# IMAM Ro.44
IMAM Ro.44 – włoski wodnosamolot myśliwski, używany przez Regia Aeronautica w latach 1936–1943.

## Historia
Ro.44 powstał we włoskiej wytwórni lotniczej Industrie Meccaniche a Aeronautuiche Meridionali (IMAM) z Neapolu jako jednomiejscowa, myśliwska wersja wodnosamolotu rozpoznawczego Ro.43. Przeróbki polegały na zainstalowaniu wzmocnionego uzbrojenia strzeleckiego, usunięciu kabiny obserwatora i przekonstruowaniu części ogonowej płatowca. W założeniu samolot miał służyć jako osłona powietrzna dla ciężkich okrętów Regia Marina, ale już na początku II wojny światowej jego osiągi wystarczały jedynie do zwalczania powolnych bombowców i samolotów torpedowych, jak na przykład Fairey Swordfish. Z tego względu wyprodukowano jedynie 35 (z zamówionych 51) egzemplarzy seryjnych.
Poza służbą jako samoloty pokładowe, Ro.44 były także używane przez 161 Squadriglia Autonoma Caccia Maritima (wł: samodzielna eskadra myśliwców morskich), stacjonującą na zajętych przez Włochy wyspach Morza Egejskiego. Jako zbyt powolne i za mało zwrotne, zostały w czerwcu 1941 roku wycofane z pierwszej linii i zastąpione przez lądowe myśliwce Fiat CR.42. Ocalałe egzemplarze zostały przekazane do szkół lotniczych. W momencie kapitulacji Włoch na stanie Regia Aeronautica pozostawało jeszcze 6 samolotów Ro.44.
Ro.44 był jednomiejscowym dwupłatowym wodnosamolotem myśliwskim z pływakiem centralnym, konstrukcji mieszanej. Napęd stanowił 9-cylindrowy silnik gwiazdowy Piaggio P.X R o mocy 700 KM. Samolot był uzbrojony w dwa karabiny maszynowe Breda-SAFAT kal. 12,7 mm, umieszczone w kadłubie nad silnikiem.